# Alexander Henzen
Alexander Bernhard Henzen (* 12. Februar 1807 in Wassenberg; † 27. August 1880 in Neuwied) war ein preußischer Generalmajor.

## Leben

### Herkunft
Alexander war ein Sohn von Peter Henzen und dessen Ehefrau Elisabeth, geborene Lennarz. Sein Vater war Hauptmann der französischen Nationalgarde und später Bürgermeister in Wassenberg. Sein Bruder Conrad Heinrich Josef Henzen (1801–1888) war Oberpfarrer in Elsen und ein Pomologe, nach dem die Sorte „Henzens Parmäne“ benannt ist.

### Militärkarriere
Henzen trat am 17. März 1826 als Freiwilliger in das 28. Infanterie-Regiment der Preußischen Armee ein und avancierte bis Mitte April 1829 zum überzähligen Sekondeleutnant. Am 27. Februar 1831 wurde er in das 35. Infanterie-Regiment (3. Reserve-Regiment) nach Mainz versetzt. Von 1837 bis 1842 war Henzen Adjutant des II. Bataillon, stieg zwischenzeitlich zum Premierleutnant auf und wurde anschließend zum Regimentsadjutanten ernannt. Unter Beförderung zum Hauptmann erfolgte am 19. September 1848 seine Ernennung zum Chef der 1. Kompanie. Am 21. Juni 1856 wurde er Major und als Kommandeur des II. Bataillon im 8. Landwehr-Regiment nach Soldin versetzt. Am 8. Mai 1860 beauftragte man Henzen mit der Führung des II. Bataillons im 8. kombinierten Infanterie-Regiments, aus dem zum 1. Juli 1860 das 5. Brandenburgische Infanterie-Regiment Nr. 48 hervorging. Mit diesem Datum wurde Henzen zum Bataillonskommandeur ernannt und am 18. Oktober 1861 zum Oberstleutnant befördert. Unter Stellung à la suite schloss sich am 10. Februar 1863 seine Ernennung zum Direktor der Militär-Schießschule an. In dieser Eigenschaft avancierte er Mitte März 1863 zum Oberst und wurde im Januar 1865 anlässlich des Ordensfestes mit dem Roten Adlerorden III. Klasse mit Schleife ausgezeichnet.
Während der Mobilmachung anlässlich des Deutschen Krieges wurde Henzen 1866 Kommandeur des Niederschlesischen Landwehr-Regiments Nr. 11, das als Besatzung die Festung Neiße sicherte. Nach dem Friedensschluss erhielt er am 11. September 1866 den Charakter als Generalmajor und wurde mit Pension zur Disposition gestellt. Er bekam am 13. April 1869 seinen Abschied sowie eine Pensionserhöhung von 100 Talern jährlich. Er starb am 27. August 1880 in Neuwied.

### Familie
Henzen heiratete am 28. März 1837 in Frankfurt am Main Karoline Friederike Bücking (1818–1891).